# Листем (Вавозький район)
Листе́м (рос. Лыстем) — присілок у Вавозькому районі Удмуртії, Росія.

## Населення
Населення — 166 осіб (2010; 222 в 2002).
Національний склад (2002):
- удмурти — 65 %
- росіяни — 32 %

## Господарство
В селі діють фельдшерсько-акушерський пункт, сільський клуб та бібліотека. З підприємств працює ВАТ «Листемське». До присілка проходить вузькоколійна залізниця від сусіднього присілка Какмож.
Урбаноніми:
- вулиці — Верхня, Нова, Польова, Центральна
- провулки — Верхній